# Szantung (tkanina)
Szantung – rodzaj miękkiej jedwabnej tkaniny wykonanej z surowej przędzy, z charakterystycznymi nieregularnie rozłożonymi, grudkowatymi zgrubieniami (przędza ozdobnie nitkowana) w wątku. Pierwotnie niebarwiona, obecnie dostępna w różnych kolorach. Nazwą tą określa się również tkaniny bawełniane oraz z włókien chemicznych, mające imitować szantung jedwabny. 
Szantungi stosowane są w krawiectwie zarówno damskim jak i męskim, sztuczne służą również jako lekka tkanina zasłonowa.
Nazwa tkaniny pochodzi od chińskiej prowincji Szantung, gdzie była pierwotnie wyrabiana.